# أسفل مخران (المسيمير)

تعديل مصدري - تعديل

اسفل مخران هي إحدى قرى عزلة المسيمير بمديرية المسيمير التابعة لمحافظة لحج، بلغ تعداد سكانها 113 نسمة حسب تعداد اليمن لعام 2004.